# Plage de Bondi
Pour les articles homonymes, voir Bondi.
La plage de Bondi (en anglais : Bondi Beach) est une plage réputée de la banlieue de Bondi à Sydney, en Nouvelle-Galles du Sud, en Australie.
Elle est située dans la zone d'administration locale de Waverley, à sept kilomètres à l'est du centre-ville, dont elle est la plus proche. D'accès facile par le train et les transports en commun, elle est accessible en environ 20 minutes en voiture du centre de Sydney. Elle est surtout réputée pour son sable fin et ses rouleaux qui permettent d'y faire du surf.
La célèbre plage a été ajoutée à la liste du patrimoine national australien (Australian National Heritage List) en 2008.
Bondi, North Bondi et Bondi Junction sont des banlieues voisines de la plage qui comtent une population de 11 656 habitants. Bondi Beach est l'un des sites touristiques les plus visités d'Australie, à l'origine de deux séries télévisées à succès, Bondi Rescue et Bondi Vet (en).

## Histoire

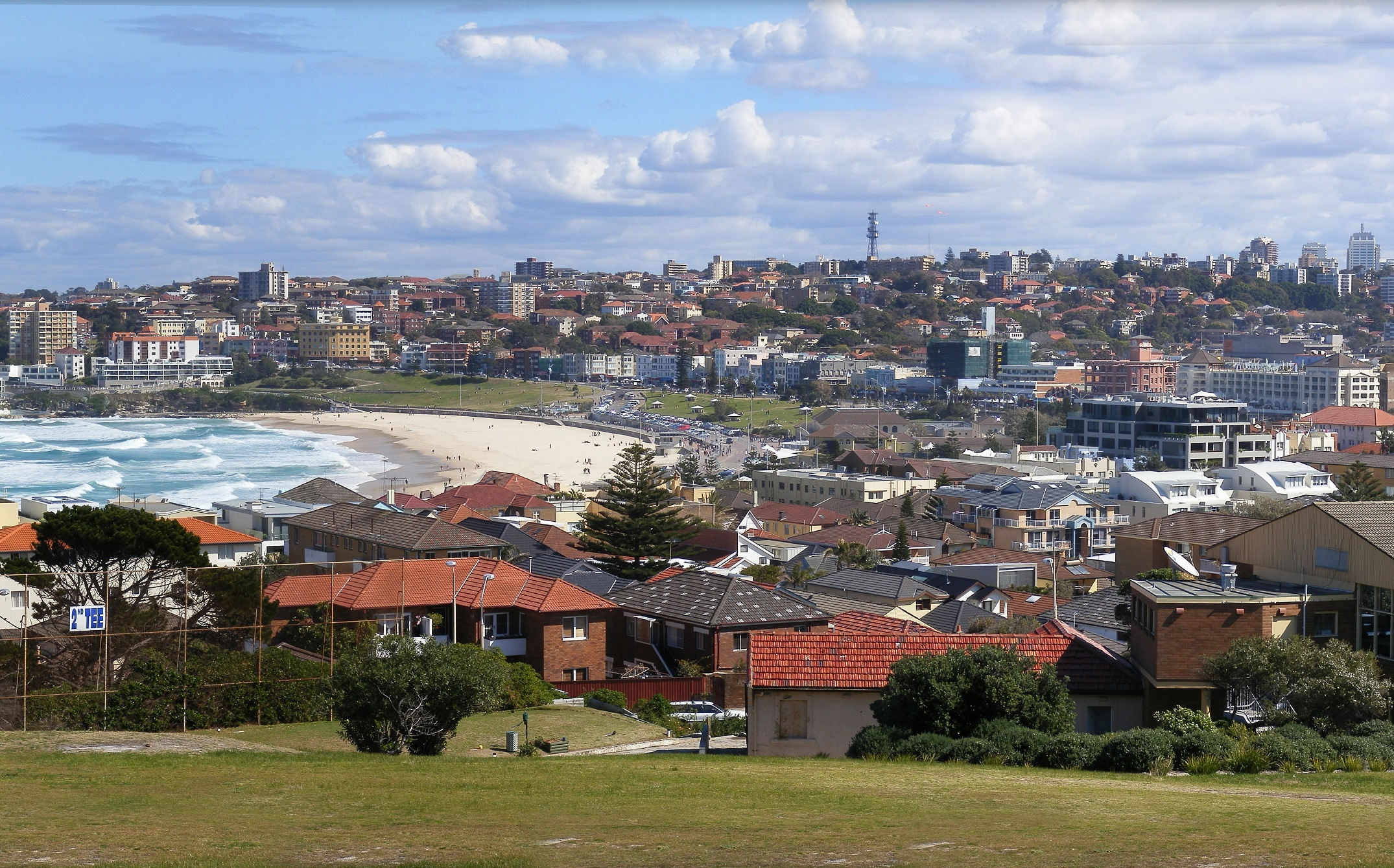
Bondi Beach vue de North Bondi.

« Bondi », à l'origine « Boondi », est un mot autochtone qui a la même signification que le mot « surf » en anglais. Le premier enregistrement de « bondi » par des Australiens d'ascendance européenne a été réalisé entre 1899 et 1903. Il décrit la signification comme « le bruit produit par les vagues se brisant sur la plage », ce qui est essentiellement la définition de « surf » dans le langage contemporain anglais américain. L'Australian Museum rapporte que Bondi signifie le lieu où a eu lieu un combat utilisant des bâtons bondi (nulla nullas ou bâtons de combat).
Des activités ludiques importantes s'y développent, dès le début du XIXe siècle. En 1809, le constructeur de routes William Roberts reçoit une concession de terrain dans la région,. En 1851, Francis O'Brien et son beau-père Edward Smith Hall achètent 200 acres (0,8 kilomètres carrés) de la région de Bondi qui comprend la majeure partie de la façade sur la plage, qui est baptisée « The Bondi Estate ». Entre 1855 et 1877, O'Brien achète la part du terrain de son beau-père, renomme le terrain « Domaine O'Brien » et met la plage et les terres environnantes à la disposition du public comme terrain de pique-nique et centre de divertissement. Alors que la plage devient de plus en plus populaire, O'Brien menace de bloquer l'accès à la partie publique de celle-ci. Cependant, le conseil municipal estime que le gouvernement doit intervenir pour faire de la plage une réserve publique. Ainsi, en 1882, Bondi Beach devient une plage publique. Le premier tramway menant à la plage est installé en 1884. 

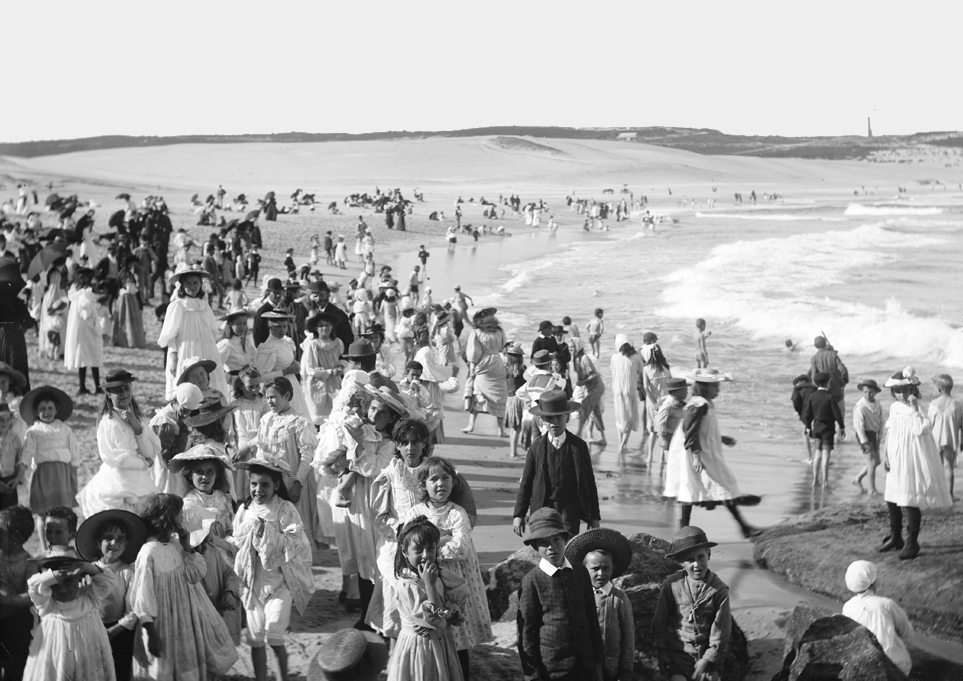
"Bondi Bay" - une photo datant d'environ 1900 du Powerhouse Museum.

Le Conseil de Waverley est responsable de la construction des premières cabines de bain sur la plage en 1903. Le club de sauvetage de la plage de Bondi, créé en 1906, et le Surf lifesaving, un organisme de sauvetage bénévole organisé par des concours de sauvetage, deviennent également de plus en plus populaires.

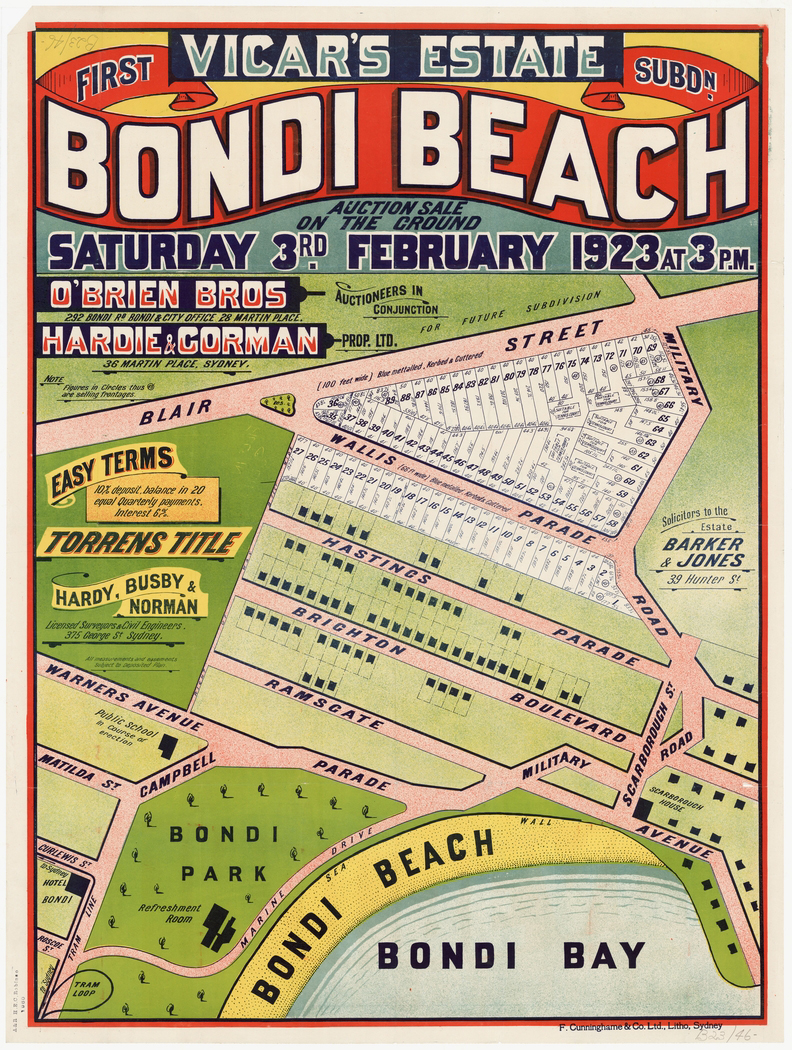
Bondi Beach, vente aux enchères du domaine du Vicar le 3 février 1923, avec le plan de lotissement.

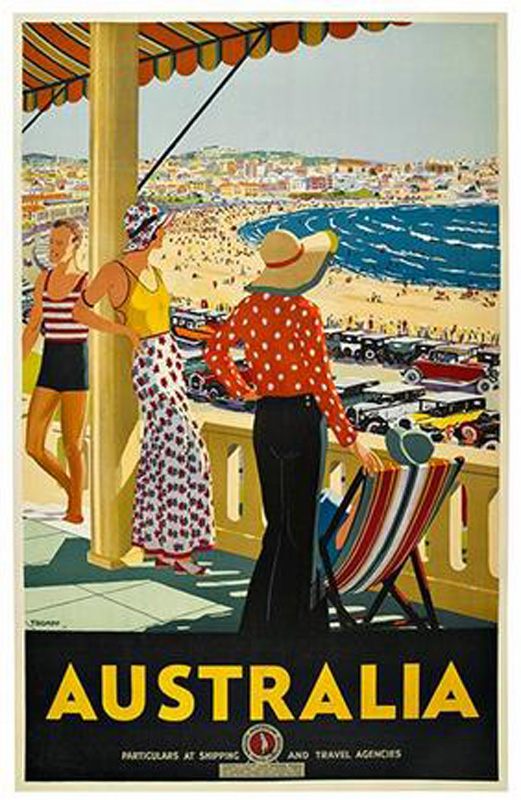
Affiche touristique commandée en 1929 par le conseil pour promouvoir Bondi.

En 1929, on estime que 60 000 personnes visitaient la plage un week-end d'été. L'ouverture du pavillon la même année a attiré une foule immense de 200 000 personnes.
Le 6 février 1938, cinq personnes se sont noyées et plus de 250 personnes ont été secourues ou réanimées après qu'une série de grosses vagues ont frappé la plage et entraîné les gens qui pataugeaient sur un banc de sable dans la mer. Un jour qui est resté dans les mémoires locales sous le nom de « dimanche noir ».
Bondi Beach est une banlieue ouvrière pendant la majeure partie du XXe siècle, avec des migrants néo-zélandais constituant la majorité de la population locale. Après la Seconde Guerre mondiale, la plage de Bondi et la banlieue est deviennent un foyer pour les migrants juifs venus de Pologne, de Russie, de Hongrie, de Tchécoslovaquie et d'Allemagne. Un flux d'immigration juive s'est poursuivi jusqu'au XXIe siècle. La région compte un certain nombre de synagogues et un boucher casher. La migration multiculturelle a financé et conduit la croissance de la banlieue tout au long des années 1990 jusqu'au tournant du siècle, la déplaçant progressivement de ses racines ouvrières vers une enclave de classe supérieure/moyenne semblable à ses voisines de Rose Bay et Bellevue Hill, qui figuraient sur la liste des codes postaux les plus chers du pays de 2003 à 2005,.
Bondi Beach a longtemps été un centre d'efforts pour lutter contre l'indécence en matière de tenue de plage. Des cabines colorées comme celles de Brighton Beach ont été importées entre la fin du XIXe siècle et le début du XXe siècle afin de permettre aux femmes de se changer en toute discrétion. Jusqu'alors, la réglementation visait surtout à lutter contre l'« indécence » des baigneurs.
En 1907, la plage est un point central des manifestations sur les maillots de bain à Sydney, organisées pour s'opposer aux normes vestimentaires proposées pour les baigneurs. La loi du gouvernement local, ordonnance no 52 (1935), en vigueur entre 1935 et 1961, régissait la décence des maillots de bain. Elle a suscité une controverse publique lorsque le « bikini » en deux pièces est devenu populaire après la Seconde Guerre mondiale. Les inspecteurs des plages du Conseil de Waverley étaient chargés de faire respecter la loi. Ils étaient tenus de mesurer les dimensions des maillots de bain et d'ordonner aux contrevenants à la décence publique de quitter la plage. Pendant ses vacances en Australie en 1951, l'actrice américaine Jean Parker a fait la une des journaux internationaux lorsqu'elle a été escortée hors de la plage après qu'on a déterminé que son bikini était trop maigre. La règle est devenue de plus en plus anachronique au cours des années 1950 et a été remplacée en 1961 par une règle exigeant que les baigneurs soient « vêtus d'un maillot de bain approprié et adéquat », permettant un jugement plus subjectif de la décence. Dans les années 1980, les bains seins nus étaient devenus courants à Bondi Beach, en particulier à l'extrémité sud.
L'Office des eaux de Sydney (en) a conservé une sortie d'eaux usées non traitées non loin de l'extrémité nord de la plage jusqu'aux années 1960, quand une usine de traitement des eaux usées a été construite. L'usine est modernisée au milieu des années 1990, et un « émissaire océanique » en eau profonde est alors installé pour répondre aux normes de qualité de l'eau.

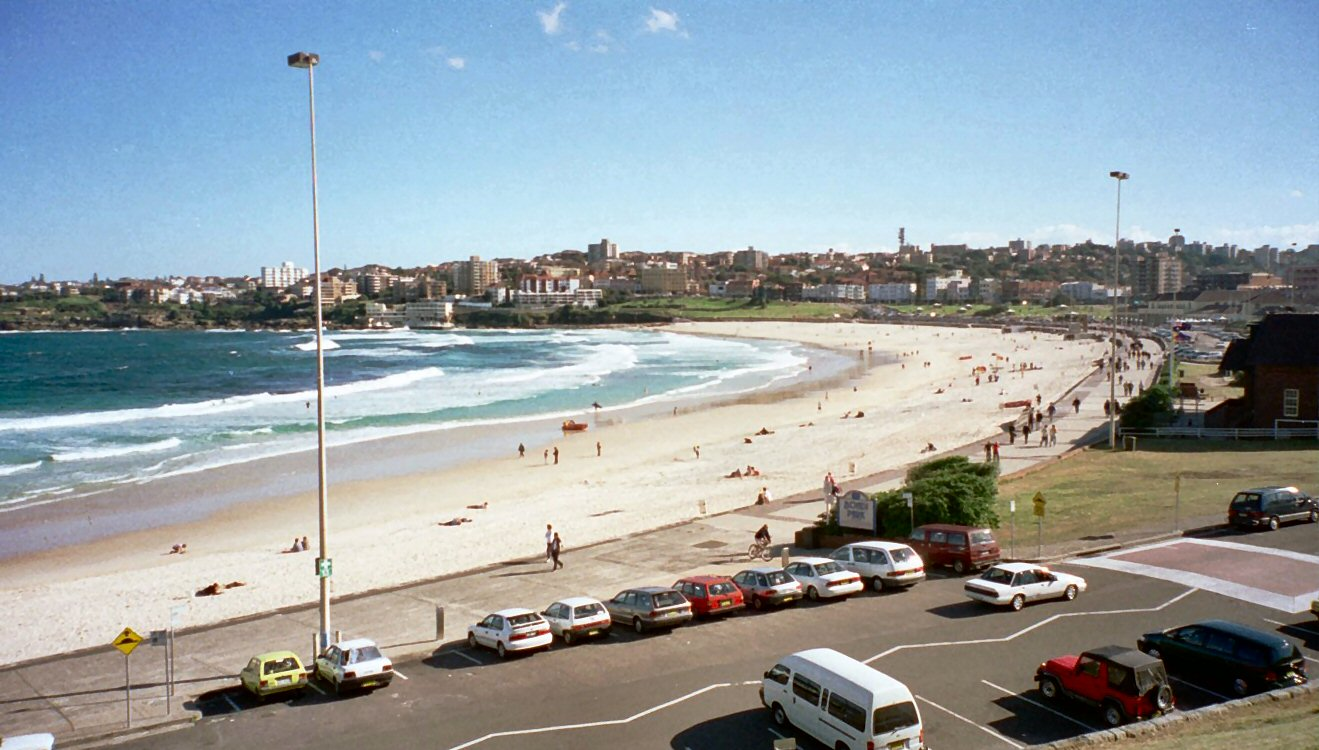
Bondi Beach à Sydney.

En mars 2007, le Conseil de Waverley entame une procédure pour expulser un ermite qui vivait dans la misère sur une falaise surplombant la plage. Peter James Paul Millhouse, se faisant appeler Jhyimy "Two Hats" Mhiyles, est arrivé sur la plage lors des Jeux Olympiques de Sydney en 2000. Il est devenu une célébrité locale pour son style de vie et ses récitals de poésie aux visiteurs. Les résidents et les touristes ont lancé une pétition « sauvons l'homme des cavernes » pour lui permettre de continuer à vivre là mais sous certaines règles,. En 2009, il est arrêté et inculpé du viol d'une touriste. Pendant sa détention, le conseil de Waverley, dirigé par la maire libérale de l'époque, Sally Betts, retire ses affaires de la falaise. En septembre 2011, les charges retenues contre Jhyimy sont abandonnées par le directeur des poursuites pénales en raison de préoccupations concernant la fiabilité du témoin. Le Conseil de Waverley n'a offert aucune compensation pour son expulsion de son domicile ou pour la perte de ses biens.

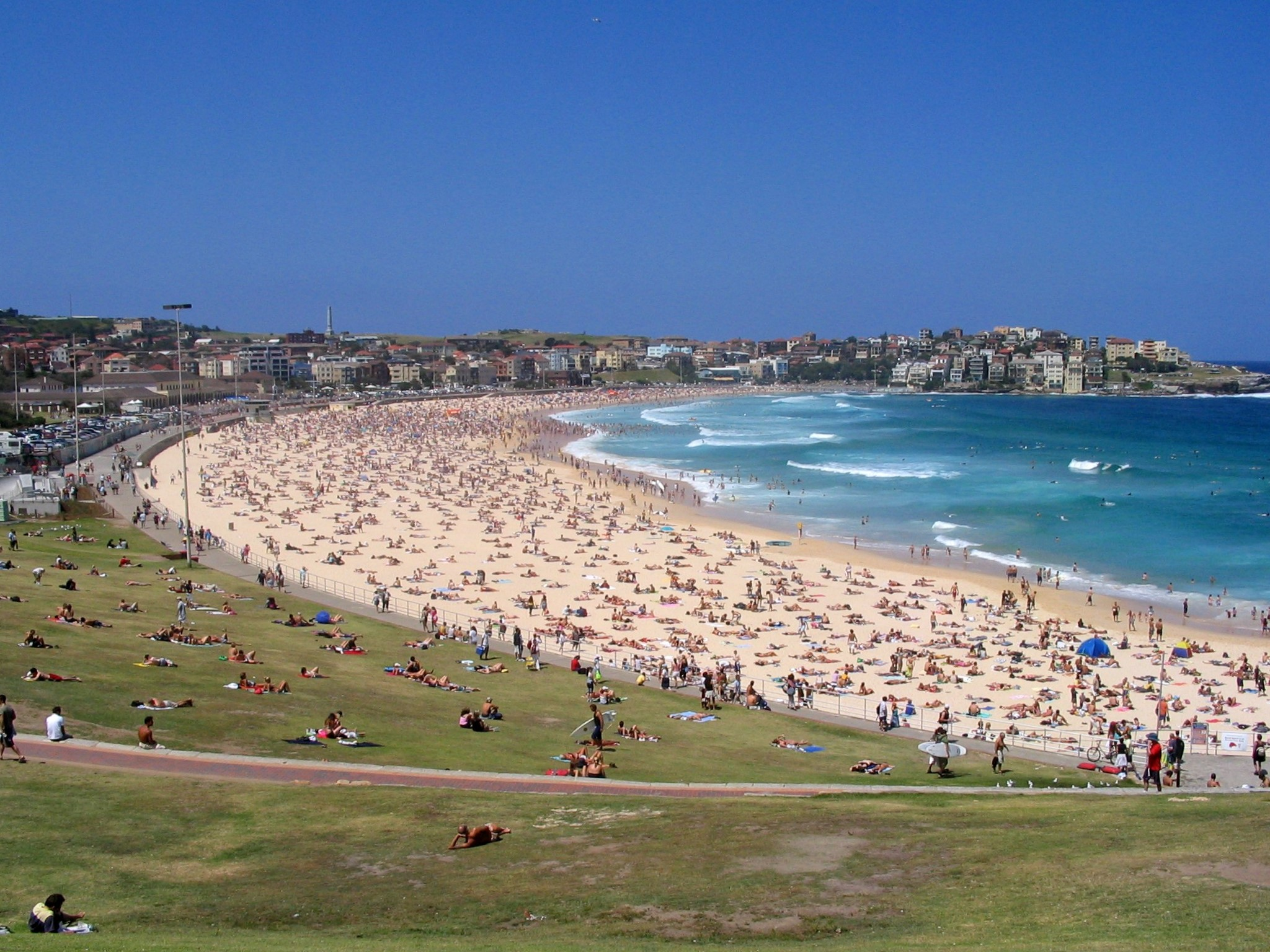
La plage de Bondi bondée.

En mars 2020, le gouvernement de la Nouvelle-Galles du Sud ferme Bondi Beach après qu'un certain nombre de personnes y ont dépassé la limite australienne de rassemblement en plein air imposée pour ralentir la propagation du coronavirus dans l'État.
De nos jours, en novembre sur les plages, les jeunes Australiens pratiquent le skimboard, tandis que d'octobre à novembre, l’étendue entre la plage de Coogee et celle de Bondi est transformée en galerie d’art en extérieur pour l’exposition Sculpture by the Sea (en).
Enfin, la couleur particulière de l'eau de la plage a donné le nom d'une couleur, le « bleu bondi » que l'on retrouve sur une version de l'iMac G3.

## Patrimoine

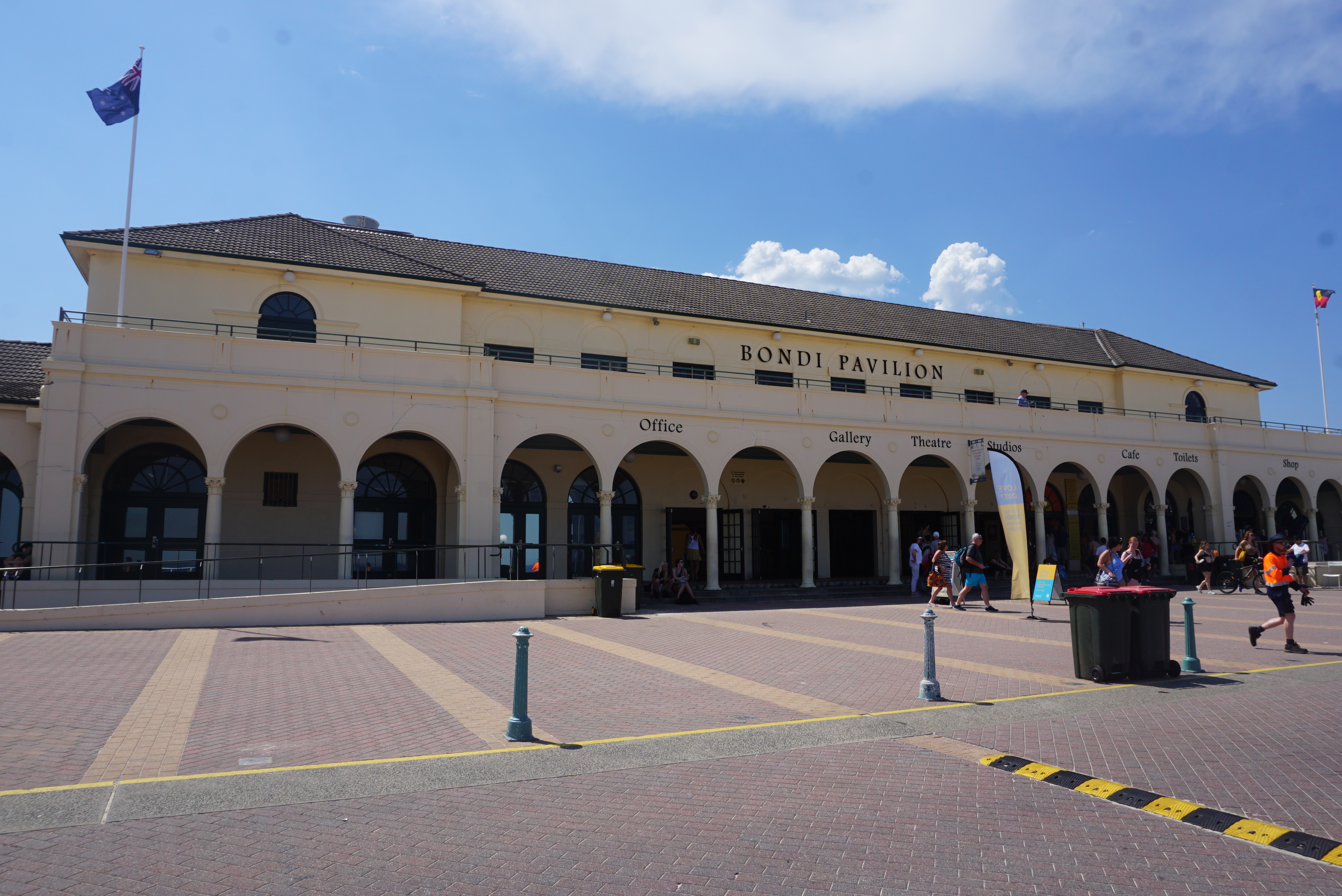
Le pavillon de Bondi Beach.

Bondi Beach possède un certain nombre de sites classés au patrimoine, notamment :
- Le bureau de poste de Bondi Beach (en), situé 20 Hall Street[25]
- Le pavillon Bondi Beach Cultural Landscape (en), situé Queen Elizabeth Drive[26]
- Bondi Beach a été ajoutée à la liste du patrimoine national australien en 2008[27].

## Aperçu

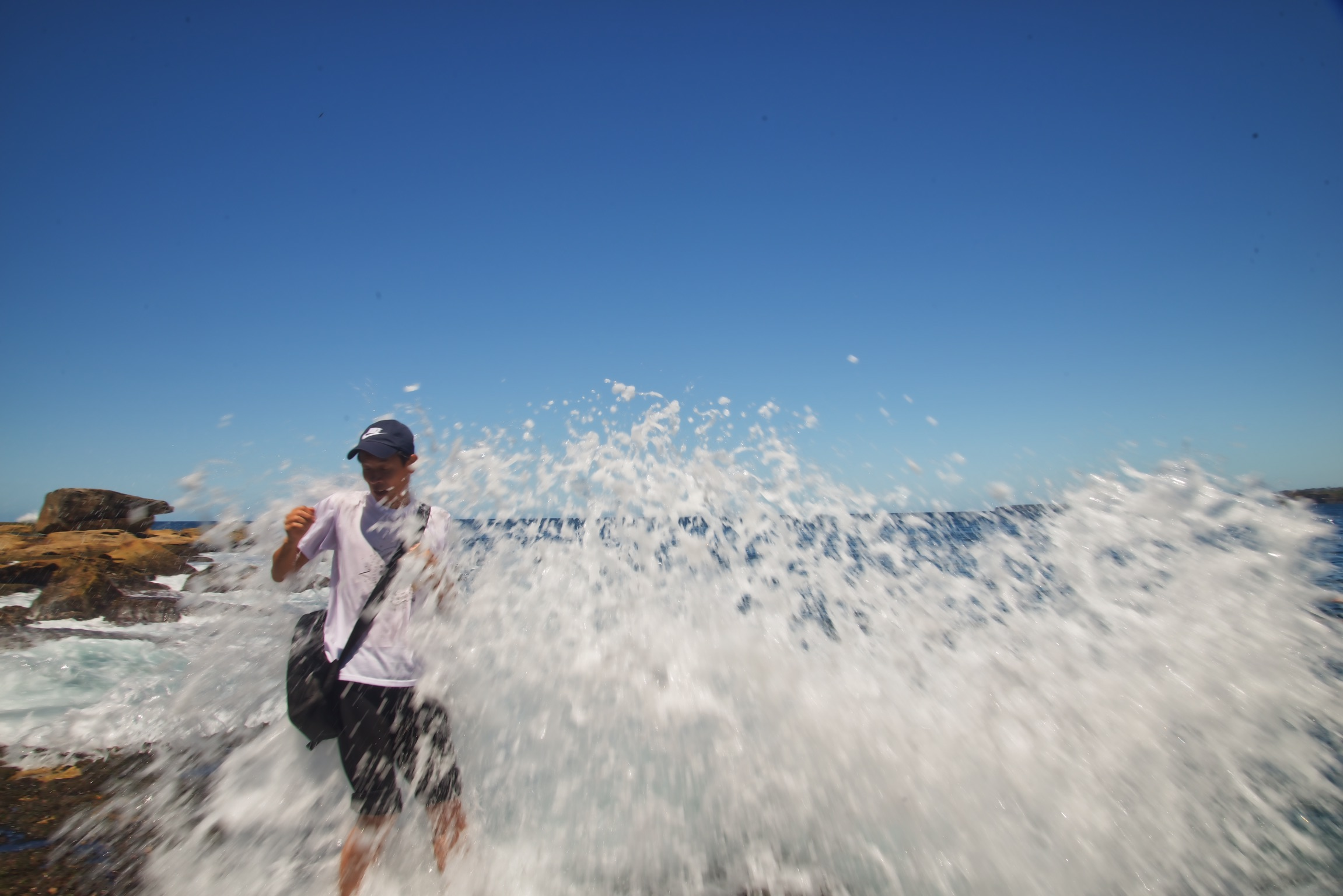
Un courant de retour se déversant sur les personnes debout sur le rivage rocheux à l'extrémité nord de la plage de Bondi (2019).

La plage de Bondi mesure environ 1 kilomètre de long et accueille de nombreux visiteurs tout au long de l'année. En 2004, Surf Life Saving Australia (en) attribue différentes notes de danger aux zones de Bondi Beach. Alors que l'extrémité nord est classée 4 (10 étant comme la plus dangereuse), le côté sud est classé 7 en raison d'un célèbre courant de retour (ou baïne) connu sous le nom de "Backpackers' Rip" en raison de sa proximité avec l'arrêt de bus. En effet, de nombreux routards et touristes, réticents à parcourir toute la longueur de la rivière, ne réalisent pas que l'eau plate et douce qui se trouve sous leurs yeux à cet endroit est une déchirure et que c'est assez dangereux. La plage est plus sûre pour la baignade. L'extrémité sud de la plage est généralement réservée à la pratique du surf. Les drapeaux jaunes et rouges définissent les zones de baignade sûres et il est conseillé aux visiteurs de nager entre eux.

Un graffiti à Bondi Beach.

Il existe un filet anti requins sous-marin. Cependant, il est composé de sections qui se chevauchent et ne s'étend pas sur toute la plage. De nombreuses autres plages le long de la même partie de la côte ont des filets anti requins similaires. Des groupes de baleines et de dauphins sont régulièrement aperçus dans la baie pendant les mois de migration (de mars à mai, et de septembre à novembre). Les manchots pygmées, bien que rares, sont parfois aperçus nageant près du rivage ou parmi les surfeurs du line-up du sud.
En 2007, le record mondial du Livre Guinness de la photo avec de le plus de baigneuses en maillot de bain a été établi à Bondi Beach, avec la participation de 1 010 femmes vétues de bikinis.

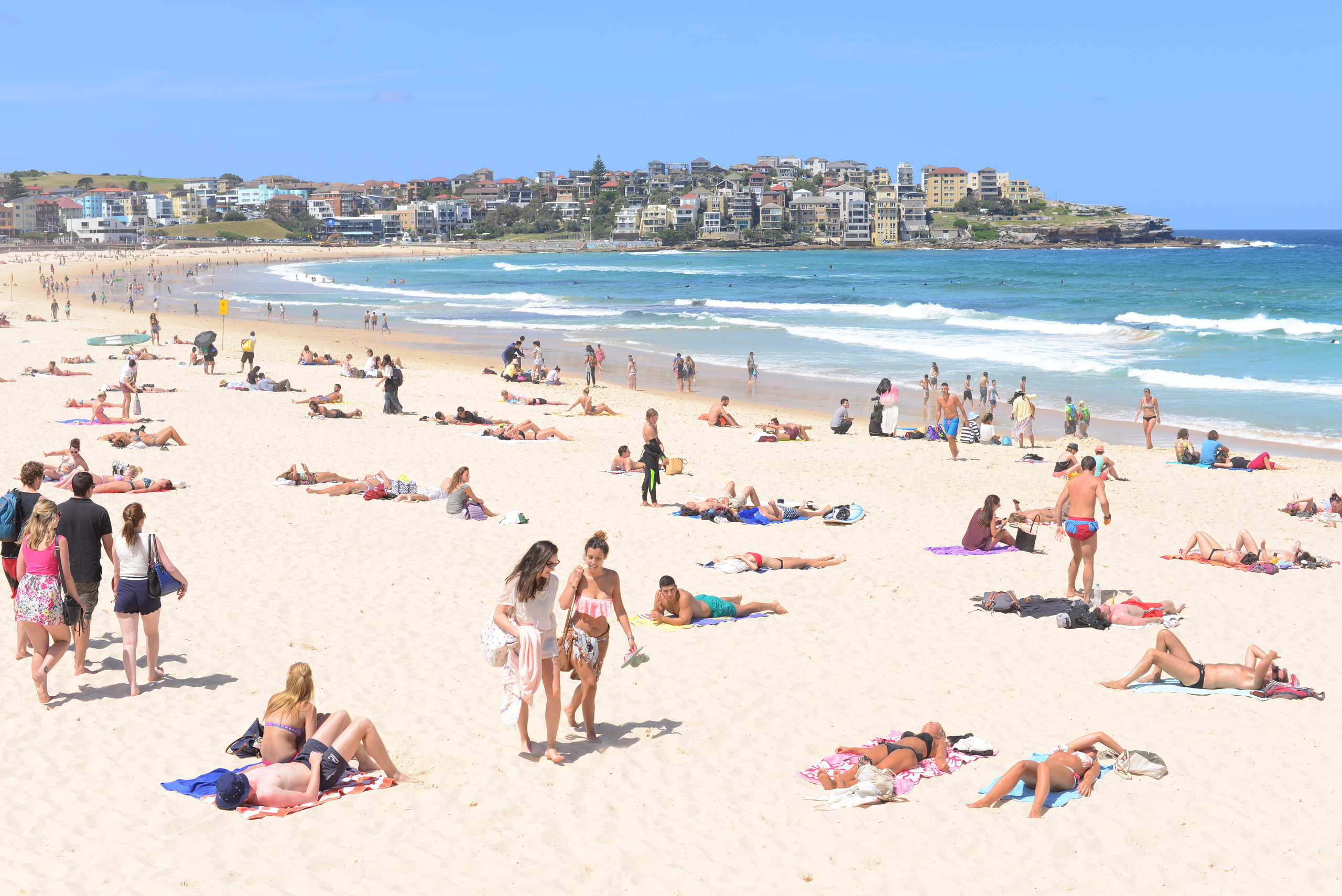
Activité sur la plage de Bondi de la fin du printemps au début de l'été 2014.

En 2011, le Conseil de Waverley met en place le Wi-Fi pour les utilisateurs de Bondi Beach. Le service est gratuit avec des limites sur les périodes d'accès et les téléchargements par utilisation. Le coût d'installation a été estimé entre 34 000 et 50 000 dollars, avec des coûts annuels de 25 000 dollars. Les entreprises locales ainsi que la Chambre de commerce de Bondi soutiennent cette initiative, car les habitants et les visiteurs peuvent se connecter avec les entreprises, les événements, d'autres communautés locales et municipalité. En 2012, la maire de Waverley, Sally Betts, déclare que pour les deux millions de visiteurs annuels, le Wi-Fi offre un accès aux événements locaux et aux informations commerciales.

## Sports et loisirs

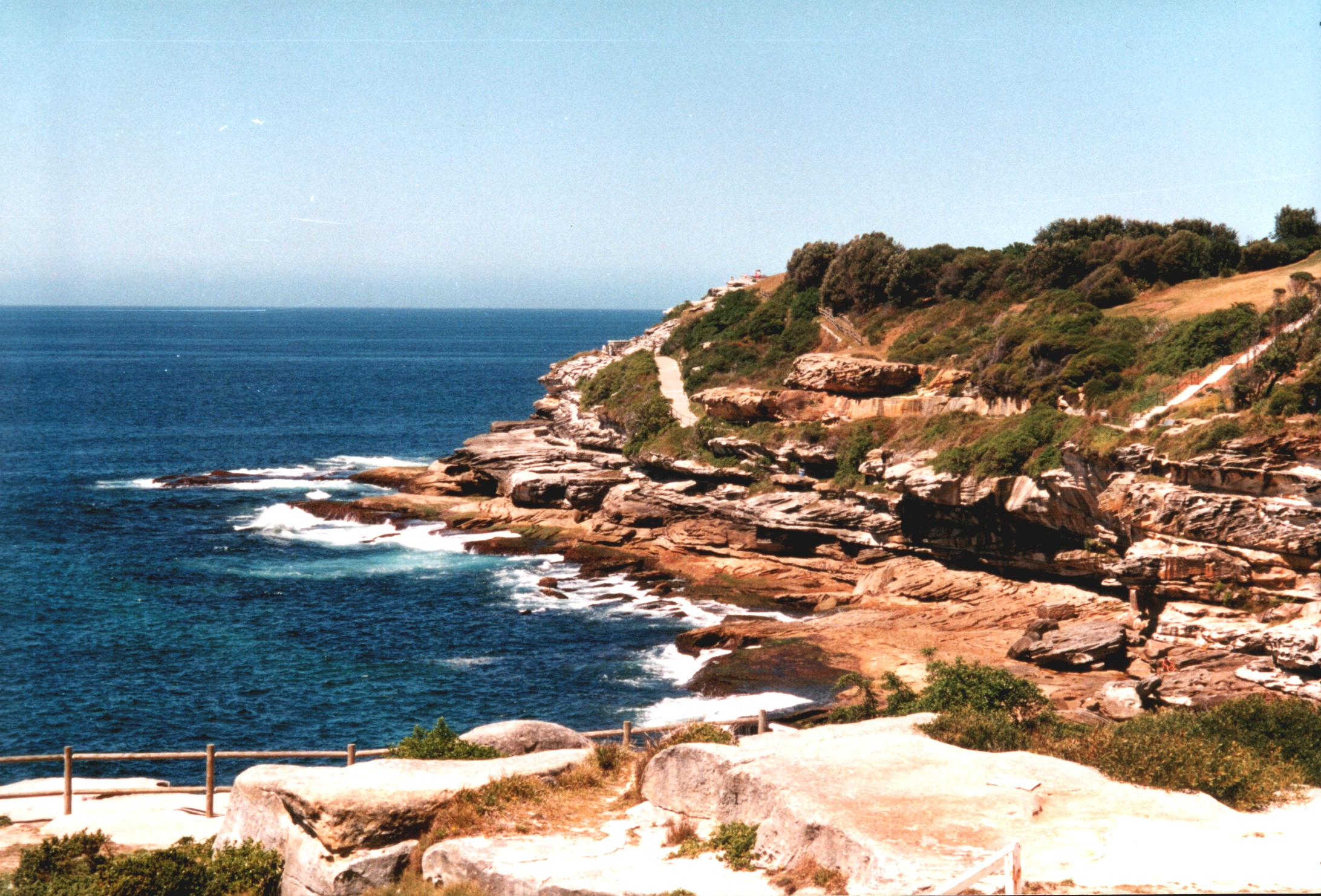
La promenade côtière de Bondi Beach.

Bondi Beach est représentée dans l'une des compétitions sportives les plus populaires d'Australie, la compétition de la National Rugby League, par l'équipe locale des Sydney Roosters, officiellement le Eastern Suburbs District Rugby League Football Club (ESDRLFC).
Bondi Beach est le point final de la City to Surf (en) Fun Run qui a lieu chaque année en août. La course attire plus de 63 000 participants qui parcourent les 14 km du centre d'affaires de Sydney jusqu'à Bondi Beach. Parmi les autres activités annuelles qui ont lieu à Bondi Beach, il y a le Flickerfest, le premier festival international de courts métrages d'Australie qui se tient en janvier, la Journée mondiale de l'environnement en juin, le Sculpture by the Sea (en) en novembre, et le Winter Magic Festival qui a attiré 60 000 visiteurs en 2016,. En plus des nombreuses activités, les marchés de Bondi Beach sont ouverts tous les dimanches et un marché alimentaire tous les samedis à l'école publique de Bondi Beach. De nombreux touristes irlandais et britanniques passent le jour de Noël à la plage.
Un « Oceanway » relie Bondi à South Head (en) au nord et à d'autres plages au sud jusqu'à Coogee (en).
Bondi Beach a accueilli la compétition de beach-volley des Jeux olympiques d'été de 2000. Un stade temporaire de 10 000 places, un stade beaucoup plus petit, deux terrains d'échauffement et trois terrains d'entraînement ont été aménagés pour accueillir le tournoi.

### Clubs de sauvetage
Le Bondi Surf Bathers' Life Saving Club (en) prétend être le premier club de sauvetage en surf (en) au monde, tandis que le North Bondi Surf Life Saving Club (en) est un club fédéral. Les deux clubs ont été fondés en 1907. Les membres de Bondi ont inventé le « Moulinet de sauvetage (en) » pour le surf et de nombreuses autres icônes du sauvetage. Les sauveteurs des deux clubs ont participé au plus grand sauvetage jamais réalisé en une seule journée, connu sous le nom de « dimanche noir ». Bondi détient le plus grand nombre de médailles d'or au Championnat australien de sauvetage avec surf en R&R (rescue & resuscitation, c'est-à-dire sauvetage et réanimation) tandis que North Bondi a récolté le plus de médailles d'or en mars 2007.

Life Guards de Bondi Beach
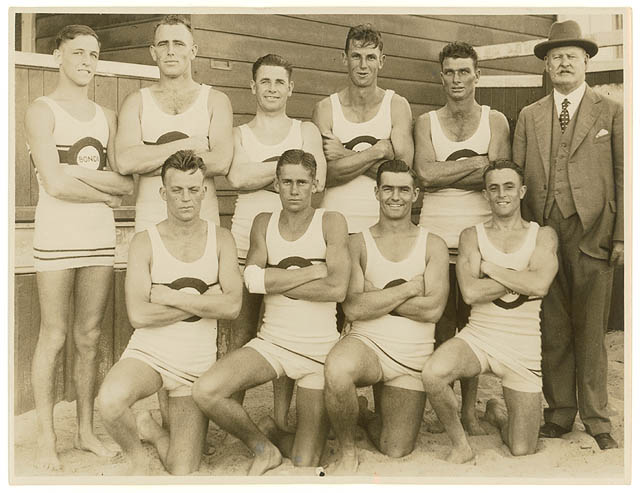
Les sauveteurs de Bondi beach photographiés par Sam Hood en 1930.
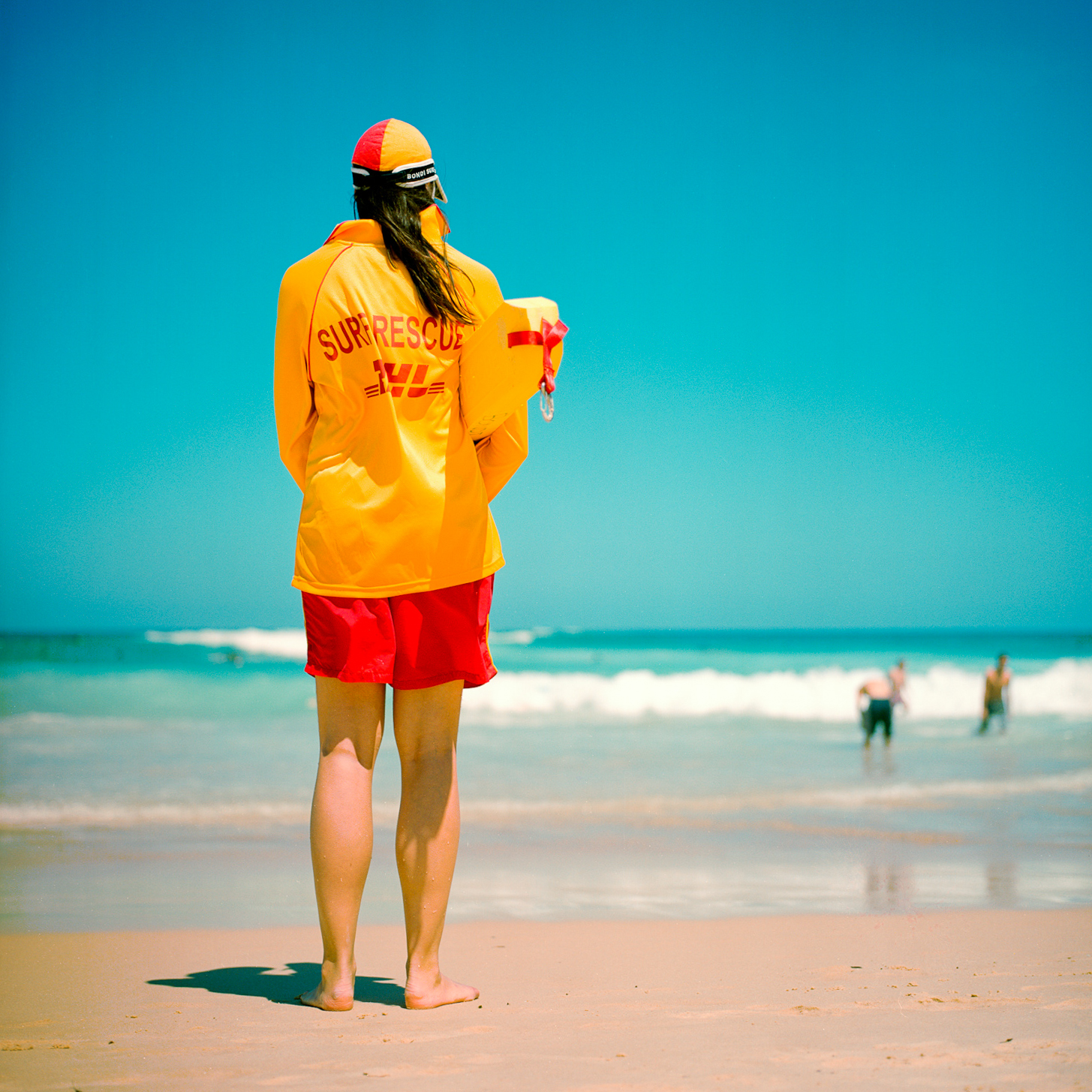
Une sauveteuse surveille la plage de Bondi Beach.
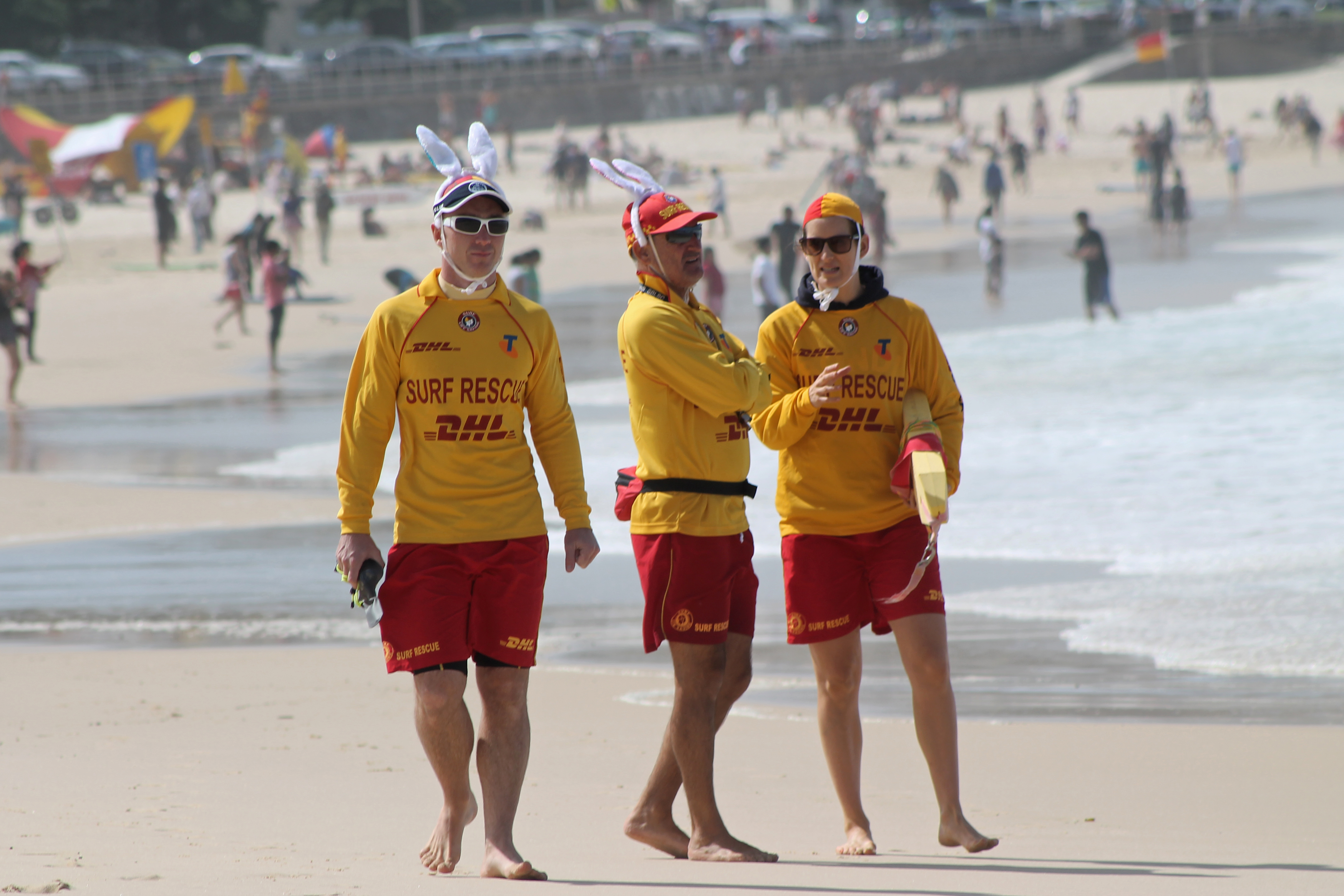
Des sauveteurs de Bondi Beach portant des oreilles de lapin festives pour Pâques.
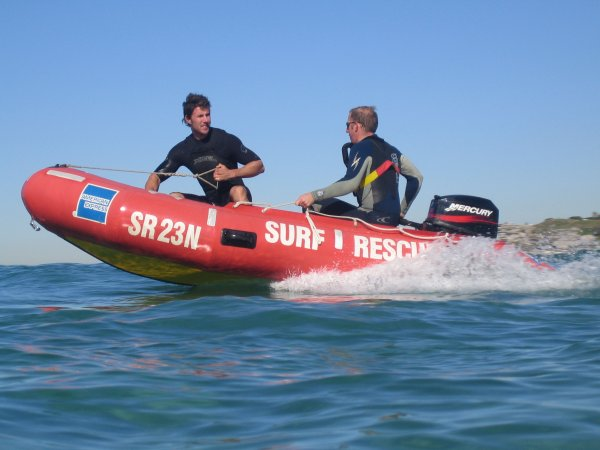
Life Guard de Bondi Beach en canot pneumatique.

### Bondi Icebergs
L'origine du Bondi Icebergs Swimming Club remonte à 1929 et doit son existence au désir d'un groupe de sauveteurs locaux dévoués qui souhaitaient maintenir leur forme physique pendant les mois d'hiver. Ils ont ainsi créé le Bondi Icebergs Winter Swimming Club et ont rédigé une constitution puis élu les membres du bureau. La constitution comprend une règle selon laquelle, pour conserver leur adhésion, il était obligatoire que les nageurs fassent de la compétition trois dimanches sur quatre pendant une durée de cinq ans.

Le Bondi Icebergs Swimming Club
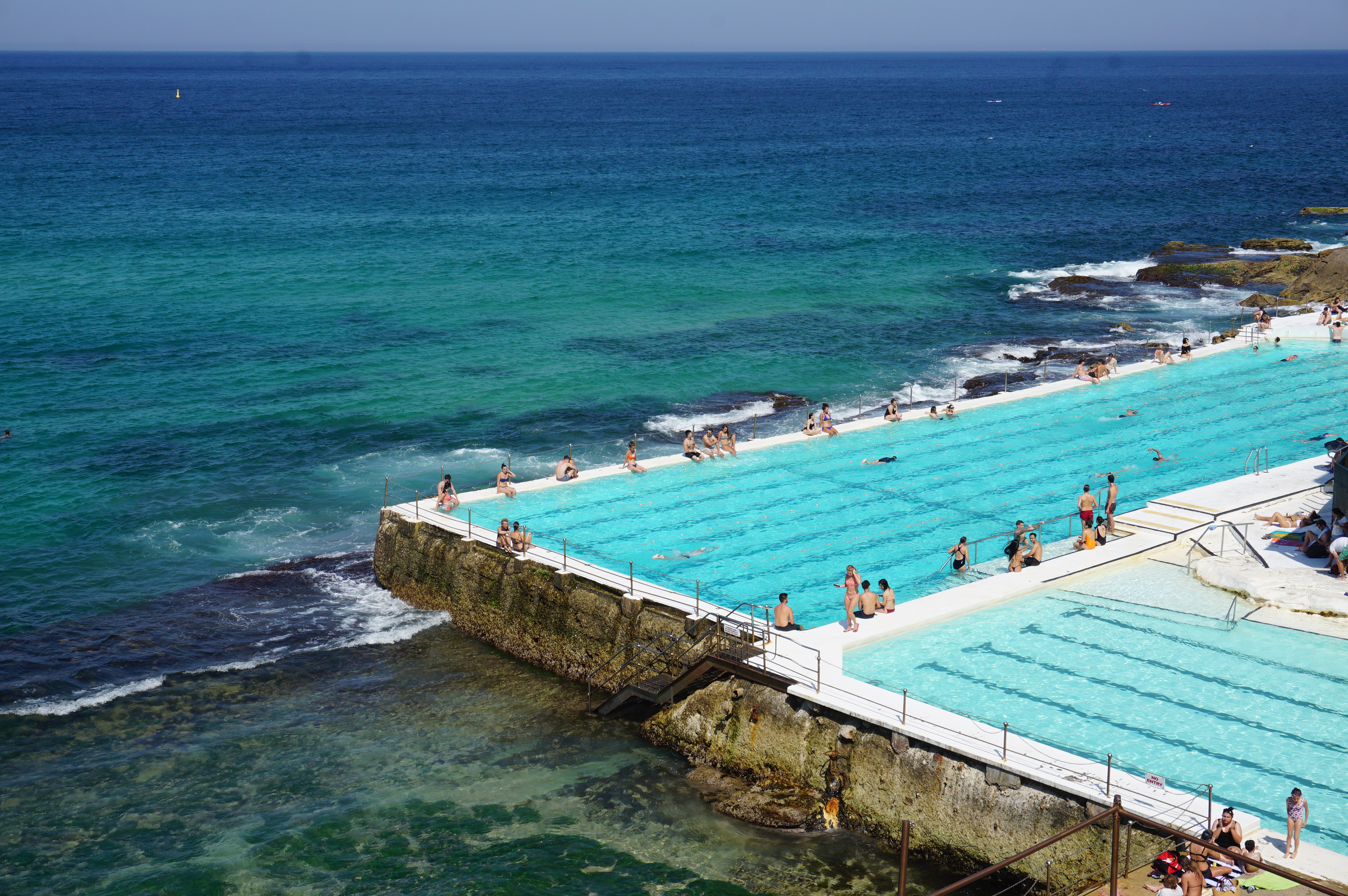
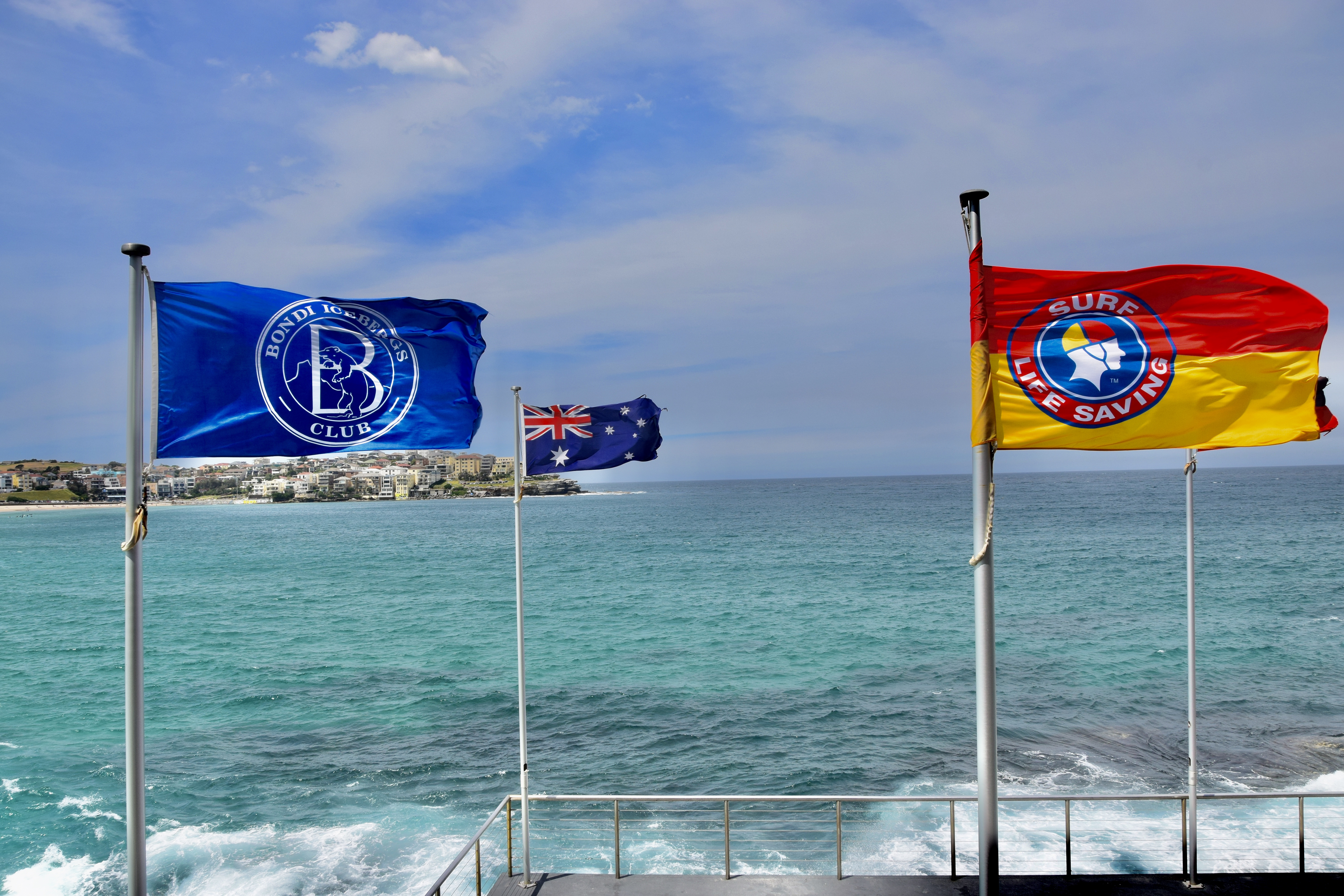
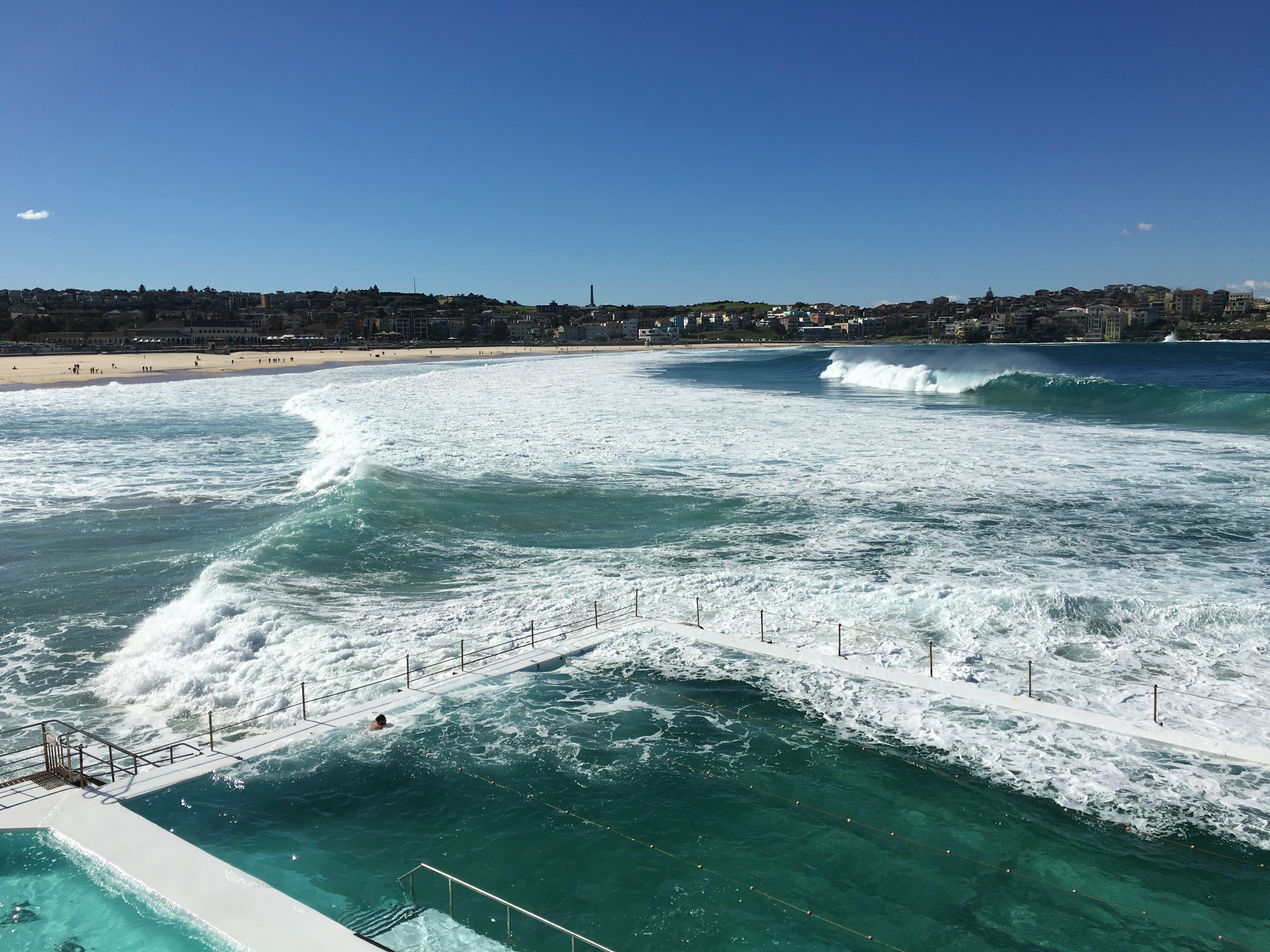

### Bondi Skate Park
Le Bondi Skate Park a ouvert ses portes au public en 1991 avec seulement deux rampes de skate. En 2004, le conseil municipal a consulté la communauté des skateurs pour avoir son avis sur la meilleure façon d'améliorer le site. Le résultat final est la construction d'un bol avec une extrémité profonde de 3,7 mètres et une extrémité peu profonde d'1,5 mètre, noté 4 étoiles sur 5 par Skateboard Australia. Le bol a été conçu par Chad Ford et construit par la société Zalem. Le parc accueille le Bowl-A-Rama (en), une compétition internationale de skate, depuis 2004.

Bondi Skate Park
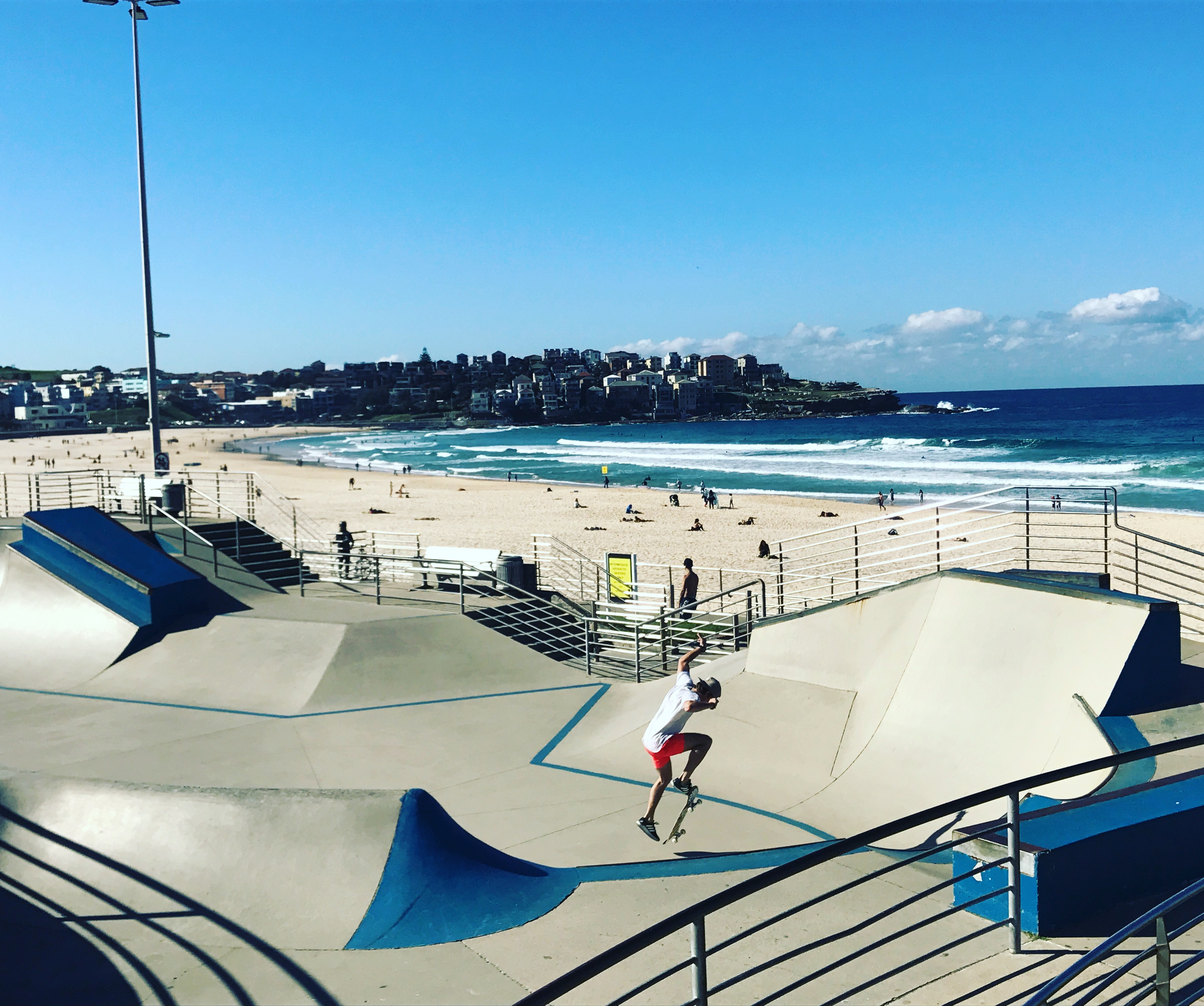
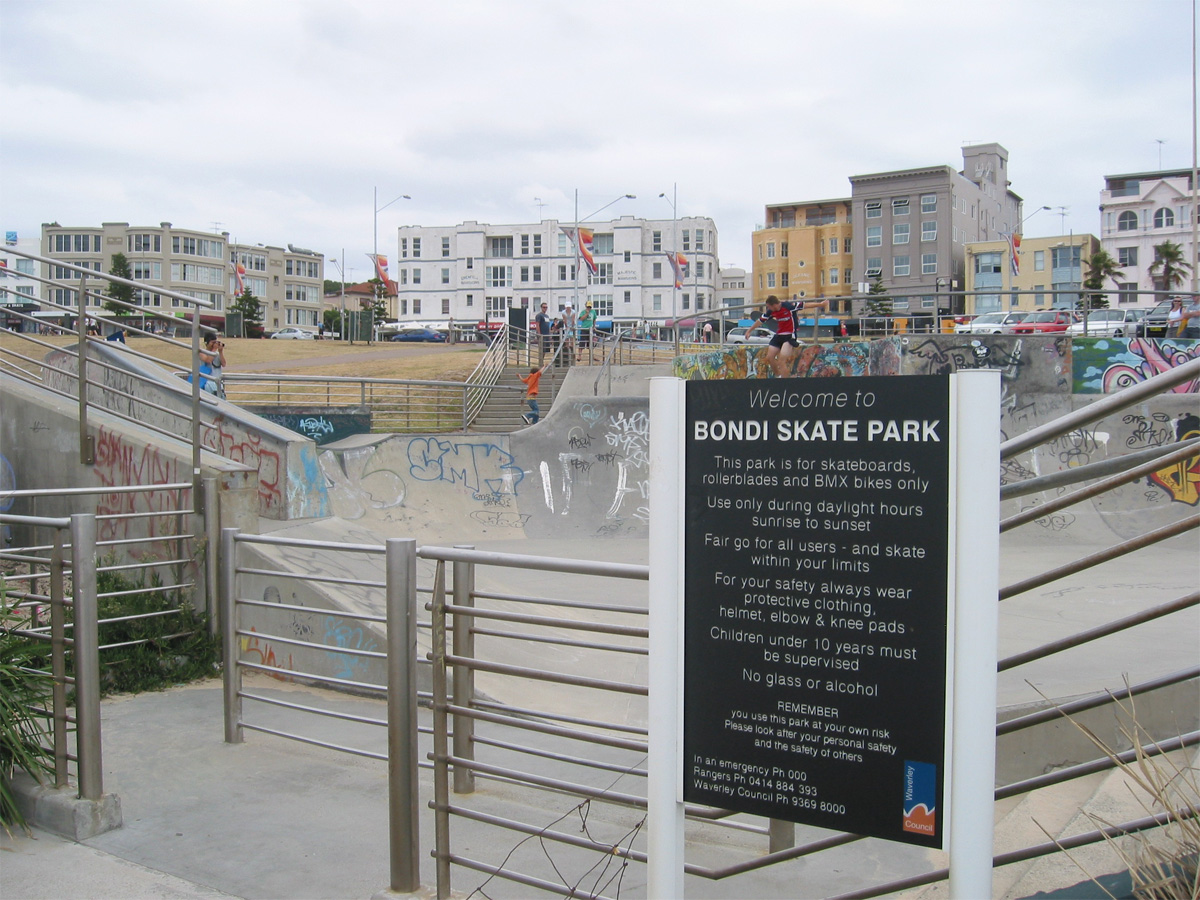
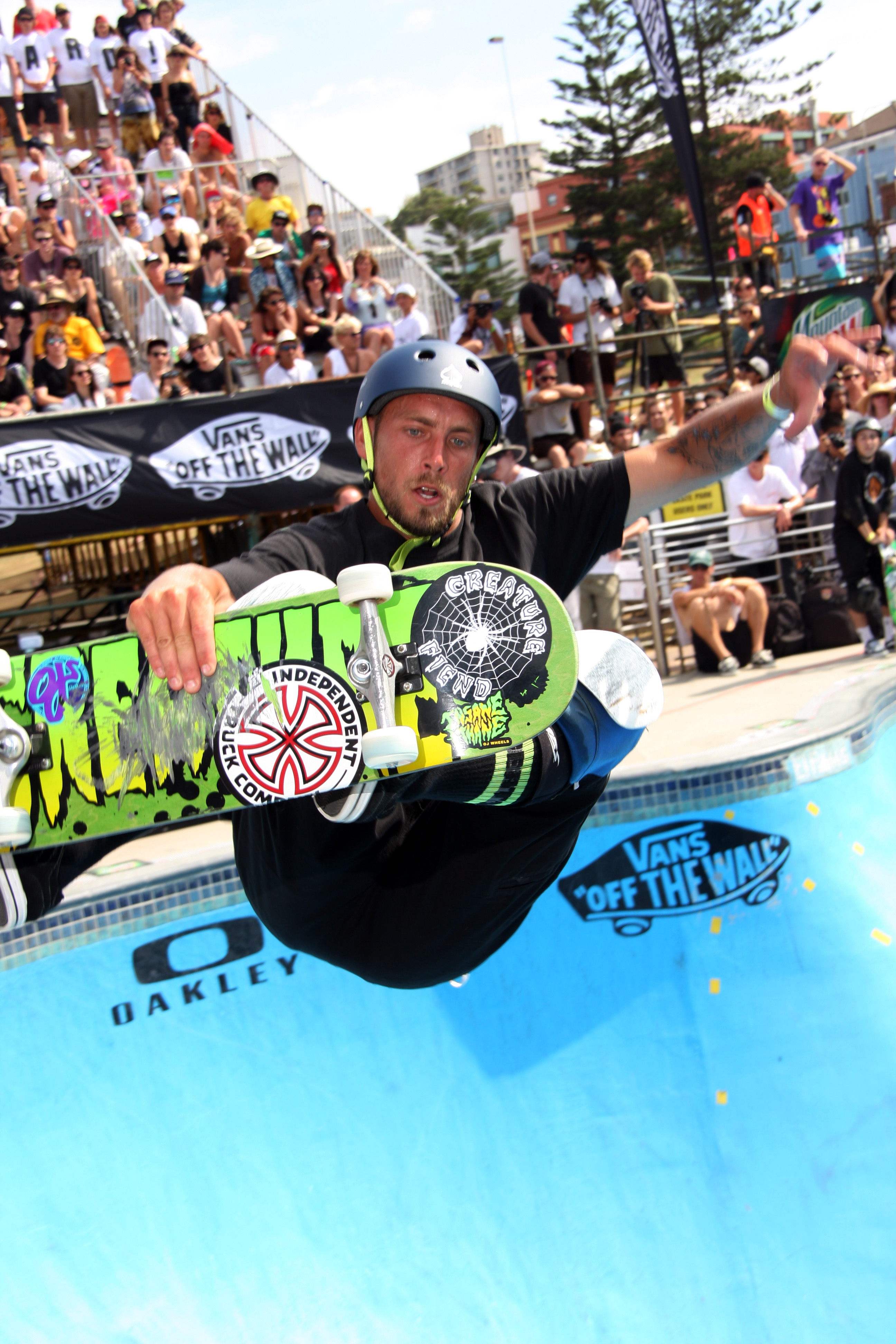

## Quartier commercial

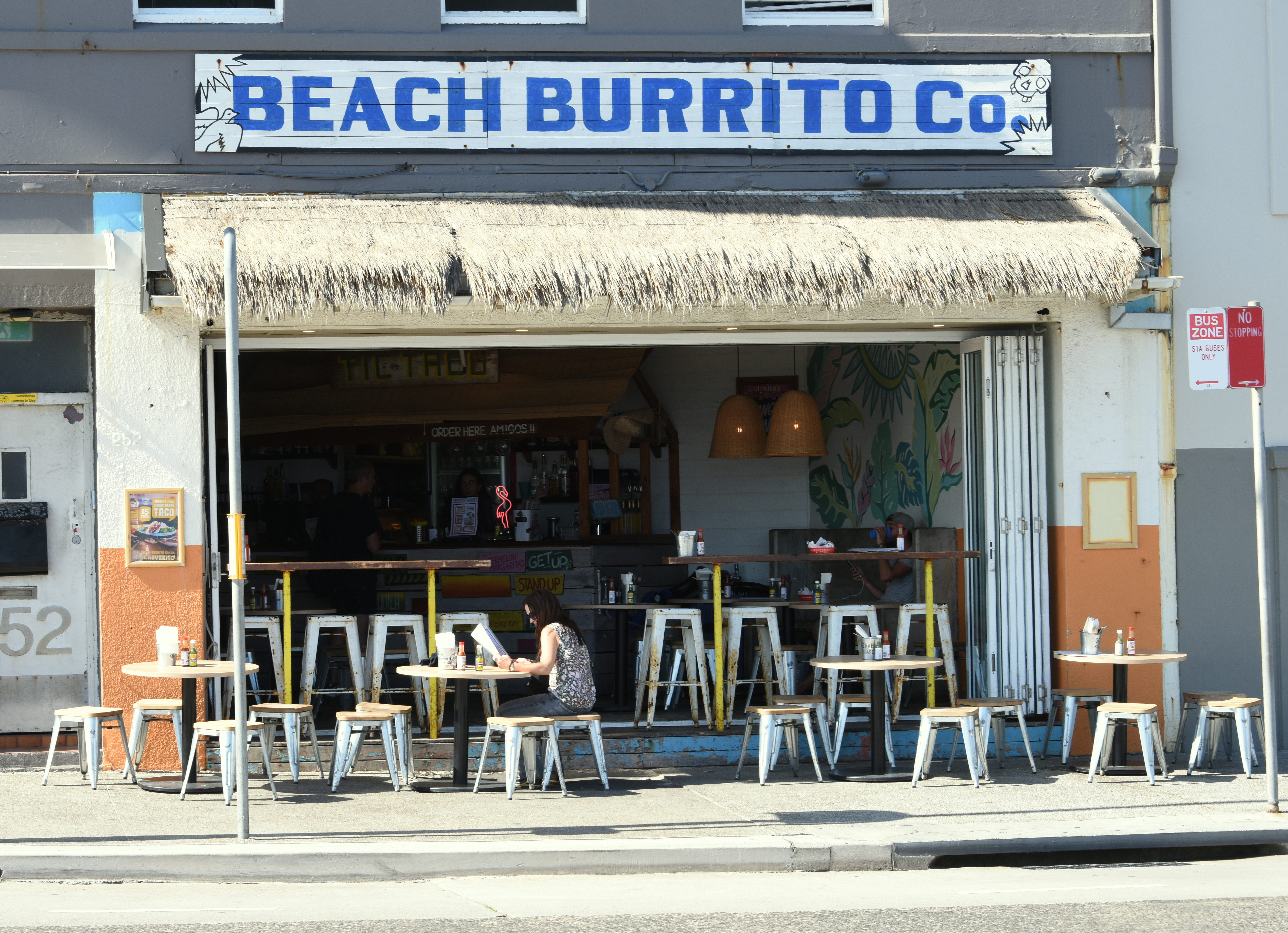
Un café à Bondi Beach.

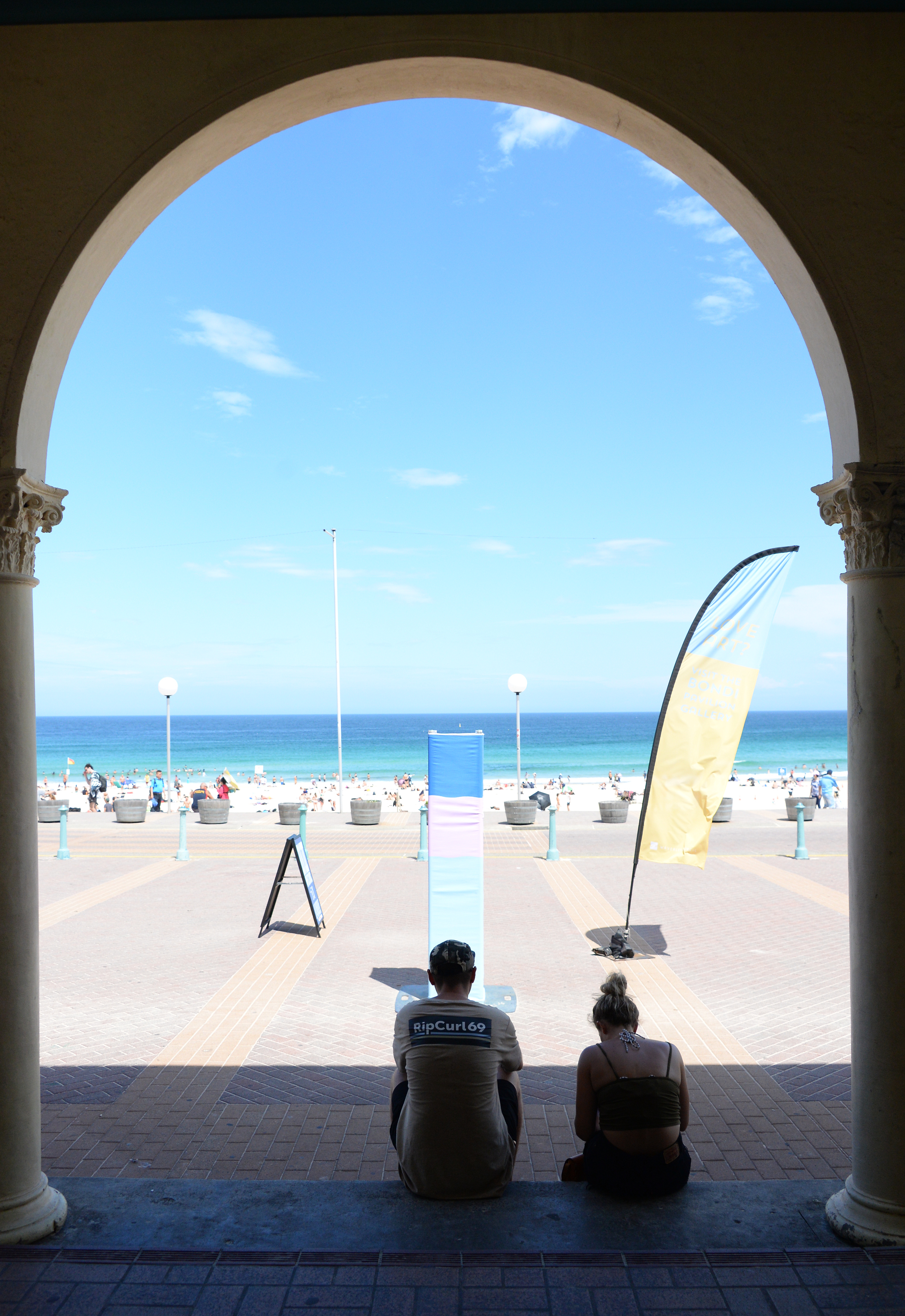
Vue depuis le Bondi Pavilion.

Bondi Beach possède un quartier commercial le long de Campbell Parade et des rues adjacentes, avec de nombreux cafés, restaurants et hôtels populaires, avec vue sur la plage,. Pacific Bondi Beach (en) est un centre commercial qui comprend le Woolworths Metro (en), le QT Hotel et 22 magasins. Il a été construit sur l'ancien Swiss Grand Hotel.
L'Hotel Bondi est un point de repère sur Campbell Parade. Il a été construit de 1915 aux années 1920 et a été conçu par E. Lindsay Thompson. Il combine des éléments de style italianisant, du style Fédération et du  style classique libre. Il a été décrit comme un « bâtiment historique important dans le paysage urbain de Bondi Beach ». Il est inscrit au patrimoine de l'État de Nouvelle-Galles du Sud. Le Beach Road Hotel qui se trouve au coin de Glenayr Avenue et de Beach Road, ouvert à l'origine en 1956, était autrefois The Regis et encore avant The Rex,.
Bondi Pavilion (en) est un centre culturel communautaire, situé directement sur la plage de Bondi, qui comprend un théâtre, une galerie, des salles de répétition, de réunion et de réception, un atelier d'art et des studios. Le Pavillon Bondi est le centre de grands festivals tout au long de l'année. Il est également inscrit au patrimoine de l'État.

## Culture et événements
De nombreux festivals et événements tels que le concours de beauté annuel de Miss Bondi ont fait de Bondi Beach une destination populaire parmi les voyageurs. La plage a longtemps attiré l'attention de poètes tels que Leslie Murray, Joanne Burns (en) et Brook Emery. La compétition de skateboard Vans Bowl-A-Rama a lieu chaque année en février au skate bowl.

### Lieux et monuments
- Église catholique Sainte Anne (Diocèse de Sydney), North Bondi
- Bondi Anglican Church, Beach Site, église anglicane de Bondi Beach
- Wayside Chapel de Bondi Beach
- Presbyterian Church de Bondi Beach

### Dans la culture populaire

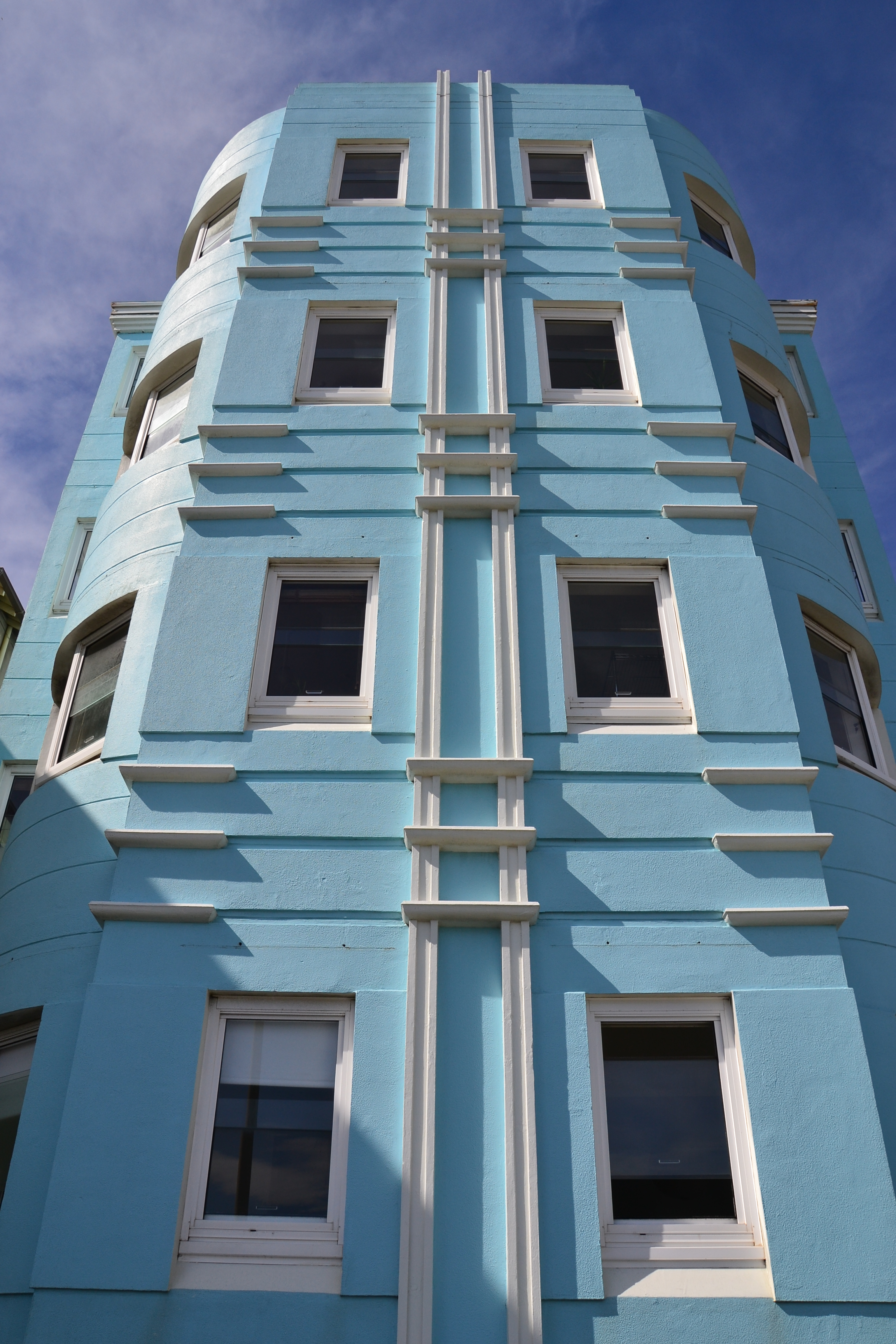
Un exemple de l'architecture Art déco de Bondi.

Bondi Beach a été utilisée comme lieu de tournage de nombreux films, séries télévisées, vidéoclips et jeu vidéo :
- The Block (en) était une série télévisée australienne sur la rénovation de maisons ; sa première saison a été tournée à Bondi Beach en 2003.
- Being Lara Bingle (en) était une série de télé-réalité qui suivait le mannequin Lara Bingle et se déroulait à Bondi.
- Deep Water était une mini-série diffusée en 2016 se déroulant sur la plage de Bondi, vaguement basée sur une série de dénigrements et de meurtres de 30 à 80 hommes homosexuels à la fin des années 1980 et au début des années 1990. Un documentaire, Deep Water: The Real Story, a été diffusé avec la mini-série romancée[48].
- Bondi Rescue est une série télévisée factuelle sur l'équipe de sauveteurs qui patrouillent sur la plage de Bondi.
- Bondi Vet (en) est une série télévisée factuelle basée sur le vétérinaire Chris Brown (en).
- Breakers (en) était une série dramatique télévisée tournée autour de Bondi Beach.
- Le jeu vidéo Tony Hawk's Underground 2's Level Australia est basé sur Bondi Beach.
- Les Norton (en), un personnage de fiction australien populaire qui apparaît dans la série de romans de Robert G. Barrett (en), « vit » à Bondi dans les histoires.
- People Under the Stairs, un duo hip hop américain, a filmé une partie du clip de leur chanson The Wiz sur la plage de Bondi.
- Scooby-Doo et les Vampires, un film d'animation américain, comprend des scènes se déroulant à Bondi Beach.
- Two Hands, un film sorti en  1999, avec Heath Ledger.
- La version cinématographique de 1959 de Summer of the Seventeenth Doll mettait en vedette les personnages buvant de la bière au Bondi Iceberg's Club.
- Le film de 1966 La Conquête du bout du monde (They're a Weird Mob) présente une scène dans laquelle la star est sauvée sur la plage de Bondi.
- The Endless Summer Music Festival
- Bondi Beach a été présenté dans l'épisode Australia (en) de Modern Family, diffusé à la télévision américaine le 23 avril 2014.
- Dans Top of the Lake Series 2, Robin enquête sur une affaire ouverte lorsqu'une valise contenant le corps d'une femme s'est échouée sur la plage de Bondi.
- Dans l'épisode 12 de la saison 3 de  Lost, un t-shirt de Bondi Beach est utilisé comme emmaillotage pour un bébé, ce qui implique que l'un des passagers du malheureux vol 815 d'Oceanic Airlines (en provenance de Sydney en Australie) s'était rendu à Bondi Beach.
- Dans les années 1930 et 1940, les membres du Graham Men's Gymnastics Club divertissaient les baigneurs avec des acrobaties sur le sable. Le mot « beachobatics » avait alors été inventé[49],[50].

## Population

### Données démographiques
Bondi Beach est souvent considérée comme l'une des banlieues les plus densément peuplées de Sydney, avec une densité de population de 10 188/km2 en 2011. Selon le recensement de la population de 2016, il y avait 11 656 habitants à Bondi Beach. À Bondi Beach, 45,3 % des habitants sont nés en Australie. Les pays de naissance les plus courants étaient l'Angleterre 8,7 %, la Nouvelle-Zélande 3,4 %, l'Afrique du Sud 2,3 %, les États-Unis 2,0 % et le Brésil 2,0 %. 64,8% des personnes parlaient uniquement anglais à la maison. Les autres langues parlées à la maison comprenaient l'espagnol 3,5 %, le français 2,4 %, le portugais 2,1 %, l'italien 1,9 % et le russe 1,7 %. Les réponses les plus courantes concernant la religion à Bondi Beach étaient sans religion 41,2 % et Catholique 18,9 %.

### Résidents notables (passés ou présents)
- Taylor Auerbach (en), journaliste
- Rose Byrne, actrice
- James Packer (en), homme d'affaires
- Michael Clarke, joueur de cricket australien
- Larry Emdur (en), présentateur de télévision
- Steven Kilbey (en), bassiste du groupe de rock The Church
- Ed Oxenbould, acteur adolescent
- Darren Palmer (en), architecte d'intérieur

### Homonymes
- "Bondi Beach" était le nom d'une piscine à vagues du parc à thème Carowinds à Fort Mill, en Caroline du Sud, aux États-Unis.
- Le bleu Bondi est une couleur bleu-vert, nommée pour la première fois lorsqu'elle est utilisée comme couleur extérieure de l'ordinateur personnel iMac original introduit en 1998 et nommée d'après la couleur de l'eau de Bondi Beach.
- Les Bondi Burgers, servis dans les restaurants Oporto, sont nommés ainsi en raison du fait que Oporto est une entreprise originaire du nord de Bondi. Il existe une chaîne de pizzerias à Sydney appelée Bondi Pizza, ainsi qu'une lotion de bronzage appelée Bondi Sands (en).

## Source
- (en) Cet article est partiellement ou en totalité issu de l’article de Wikipédia en anglais intitulé « Bondi Beach » (voir la liste des auteurs).